# Albany Highway
De Albany Highway is een weg in het zuidwesten van West-Australië. Hij verbindt de hoofdstad Perth met Albany. De weg loopt door de regio's Wheatbelt en Great Southern. Albany Highway is State Route 30, behalve in de steden Perth en Albany waar andere wegen State Route 30 vormen.

## Geschiedenis
De eerste Europese kolonie in het westen van Australië werd gevestigd aan de King George Sound (het latere Albany) in 1826. De volgende kolonie werd gevestigd aan de rivier Swan (het latere Perth) in 1829. Tussen beide nederzettingen ontwikkelde zich een route over bestaande aboriginespaden en paden ontstaan of verder ontwikkeld door sandelhoutsnijders die hun oogst naar de havens vervoerden voor export naar China.
De inwoners van Albany begonnen reeds in 1833 met de aanleg van een weg richting Perth maar dat vorderde slechts traag. In oktober en november 1835 reisden James Stirling en John Septimus Roe over land van Perth naar Albany. Het jaar erop werd een meer uitgebreide studie uitgevoerd door Alfred Hillman and D. Smith. Hillman vertrok vanuit Albany en Smith vanuit Perth. In april 1838 bouwde John Young vier bruggen aan de Albany kant.
Vanaf 1841 werd een postdienst ingelegd tussen Albany en Perth. De route werd een aantal keren aangepast. In 1849 werd West-Australië een strafkolonie en werd de weg door gevangenen verbeterd, deels over weer een andere route. De weg zou in belang verminderen na de opening van de Great Southern Railway in 1889.
De opkomst van de automobiel in de 20e eeuw zag de weg weer in belang toenemen. Op 4 oktober 1940 kreeg de weg tussen Perth en Albany officieel de naam Albany Highway.

## Beschrijving
Albany Highway begint aan The Causeway, een brede brug over de Swan die het centrale zakendistrict van Perth met de rest van Perth en omstreken verbindt. Dit gebeurt door middel van een halfklaverbladaansluiting waarop ook de Canning Highway en de Great Eastern Highway beginnen. De Albany Highway loopt 20 kilometer in zuidoostelijke richting door de randsteden van Perth om ten zuiden van Armadale het bosgebied van de Darling Scarp in te gaan.
Na zestig kilometer bosgebied loopt de weg driehonderd kilometer door landbouwgebied en doet daar maar enkele plaatsen aan: Williams, Kojonup en Mount Barker. Grotere dienstencentra liggen dertig kilometer oostelijker langs de parallelle Great Southern Highway. Net onder Cranbrook voegt die Great Southern Highway zich bij de Albany Highway.
Albany Highway loopt dan door blauwe gomboomplantages, vervolgens langs de luchthaven van Albany en daarna nog twaalf kilometer door bewoond gebied. State Route 30 eindigt op een rotonde. Net voor de rotonde kruist de Albany Highway nog met de South Coast Highway. Na de rotonde loopt de Albany Highway nog twee en een halve kilometer verder tot in het centrum van Albany.

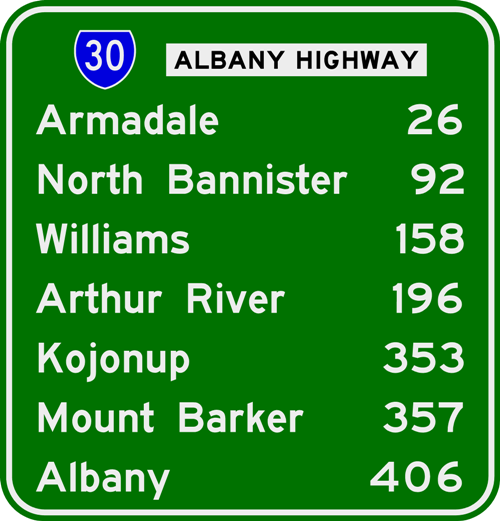

De volgende plaatsen liggen langs de Albany Highway:
- Armadale
- North Bannister
- Williams
- Arthur River
- Kojonup
- Cranbrook
- Mount Barker
- Albany